# Gungarrivier
Gungarrivier (Gungarjåkka/Guņgarjohka) is een rivier die stroomt in de Zweedse  gemeente Kiruna. De rivier ontvangt het water uit twee bergmeren die liggen op de zuidelijke hellingen van de Gungar. De rivier stroomt naar het oosten om na amper drie kilometer de Alesrivier in te stromen.
Afwatering: Gungarrivier → Alesrivier → Torne → Botnische Golf